# Cody Banks, agent secret
Série
Cody Banks, agent secret 2 : Destination Londres
(2004)
Pour plus de détails, voir Fiche technique et Distribution.
Cody Banks, agent secret ou L'Agent Cody Banks au Québec (Agent Cody Banks) est un film américain réalisé par Harald Zwart en 2003.
Une suite est sortie en 2004 sous le titre Cody Banks, agent secret 2 : Destination Londres.

## Synopsis
Cody est un adolescent passionné de skateboard, timide avec les filles, ridiculisé par sa mère et martyrisé par son petit frère... Bref, il est un adolescent comme les autres. Enfin, presque : le jeune homme a participé à un programme secret de la CIA où il a été formé pour effectuer des missions secrètes. L'agence le contacte bientôt pour lui confier sa première mission : séduire une étudiante dont le père, un scientifique, a mis au point une technologie tombée entre de mauvaises mains et qui menace la sécurité nationale.

## Fiche technique
- Titre original : Agent Cody Banks
- Titre français : Cody Banks, agent secret
- Titre québécois : L'Agent Cody Banks
- Réalisateur : Harald Zwart
- Scénario : Ashley Miller, Zack Stentz, Scott Alexander et Larry Karaszewski
- Production : David Glasser, Andreas Klein, David Nicksay, Guy Oseary (en), Madonna et Dylan Sellers
- Musique : James McKee Smith, John Powell et John Ashton Thomas
- Photographie : Denis Crossan (en)
- Montage : Jim Miller (en)
- Distribution : Metro-Goldwyn-Mayer (États-Unis et Canada) ; 20th Century Fox (France)
- Pays :  États-Unis -  Canada
- Langue : anglais
- Genre : Comédie d'espionnage
- Durée : 102 minutes
- Budget de production : 28 millions $ (US)
- Recette du film : 58 795 814 $ (US)
- Dates de sortie :
  - États-Unis : 14 mars 2003
  - Belgique : 9 juillet 2003
  - France Suisse romande : 30 juillet 2003

## Distribution
- Frankie Muniz (VF : Donald Reignoux, VQ : Émile Mailhiot) : Cody Banks
- Hilary Duff (VF : Sylvie Jacob, VQ : Geneviève Déry) : Natalie Connors
- Angie Harmon (VF : Juliette Degenne, VQ : Élise Bertrand) : Veronica Miles
- Keith David (VF : Thierry Desroses, VQ : Gilbert Lachance) : Directeur de la CIA
- Cynthia Stevenson (VF : Véronique Rivière, VQ : Natalie Hamel-Roy) : Mme Banks
- Arnold Vosloo (VF : Michel Vigné, VQ : Jean-Marie Moncelet) : Francois Molay
- Daniel Roebuck (VF : Jean-Jacques Nervest, VQ : Antoine Durand) : M. Banks
- Ian McShane (VF : Jean Barney, VQ : Guy Nadon) : Brinkman
- Darrell Hammond (VF : Thierry Ragueneau, VQ : Hubert Gagnon) : Earl
- Martin Donovan (VF : Gérard Darier, VQ : Patrice Dubois) : Dr Connors
- Marc Shelton : Agent de Surveillance du Van
- Chris Gauthier : Agent de Surveillance du Van
- Harry Van Gorkum (de) : Agent Double
- Connor Widdows (en) (VQ : Alexis del Vecchio) : Alex Banks
- Alexandra Purvis : Amy
- Moneca Delain : Hologram Babe

Sources et légendes: Version française (VF) sur RS Doublage et Voxofilm Version québécoise (VQ) sur Doublage Québec

## Nominations
- 2003 : Nomination au Teen Choice Awards du meilleur acteur de comédie pour Frankie Muniz
- 2004 : Nomination au Saturn Award du meilleur rôle par un jeune acteur pour Frankie Muniz

## À propos du film
- Cody et Natalie vont à l'école préparatoire William Donovan, du nom du responsable de l'OSS durant la 2e guerre mondiale, agence qui devint par la suite la CIA.
- Le nom de l'infirmière de l'école est Ratched, le nom que portait Louise Fletcher dans son mémorable rôle du film Vol au-dessus d'un nid de coucou (1975).
- Tout à la fin du film, la sonnerie du téléphone holographique de Cody Banks est celle de Notre homme Flint (1966), que l'on entend également dans la série des Austin Powers.
- Le film a été réalisé à Vancouver en juin-juillet 2002, le tournage n'a pris que 52 jours.
- C'est à la demande de sa fille de huit ans que le producteur Dylan Sellers contacta Hilary Duff, vedette de la série Lizzie McGuire pour le rôle de la jeune coéquipière de Cody. En signe de reconnaissance, Dylan Sellers attribua au personnage le prénom de sa fille : Natalie.
- Le nom du Dr Connors rappelle celui du personnage de l'univers Spider-Man.